# Isola Suchoj
L'isola Suchoj (in russo Остров Сухой, ostrov Suchoj, in italiano "isola arida") è un'isola russa che fa parte dell'arcipelago di Severnaja Zemlja ed è bagnata dal mare di Kara.
Amministrativamente fa parte del distretto di Tajmyr del Territorio di Krasnojarsk, nel Distretto Federale Siberiano.

## Geografia
L'isola è situata 1,8 km a sud-est dell'isola Najdënyš, nella parte settentrionale dello stretto di Šokal'skij.
L'isola è di forma arrotondata, con un piccolo promontorio nella parte nord-orientale; ha un diametro di circa 1,8 km e raggiunge un'altezza massima di 29 m s.l.m. Le coste sono piatte e lisce e la profondità del mare attorno ad esse arriva a 10 m. Non sono presenti né laghi né fiumi.

## Isole adiacenti
- Isola Najdënyš (остров Найдёныш, ostrov Najdënyš), a nord-ovest.
- Isole Matrosskie (острова Матросские, ostrova Matrosskie), a nord.
- Isola Malyš (остров Малыш, ostrov Malyš), a sud-ovest.